# نامونوکولا
نامونوکولا (به لاتین: Namunukula) یک رشته‌کوه در سری‌لانکا است که در ناحیه بادولا واقع شده است.